# Christian Overby
Christian Overby (født 23. august 1985 i Thorning) er en dansk fodboldspiller, der spiller for HB Køge Han spillede i perioden fra 2012 til 2018 for Vendsyssel FF.
Han kan spille forsvar og midtbane i venstre side.

## Klukarriere
Han har spillet i Viborg FF og fik sin debut for 1. holdet 13. maj 2007 på udebane mod Esbjerg fB, hvilket resulterede i en kontrakt som løb til sommeren 2008. Han blev dog solgt til Hobro i januar 2008. Her spillede han ét år, blandt andet sammen med sin yngste lillebror Morten, der nu spiller for Kjellerup IF i 2. division. Den andenyngste bror Thomas spiller for 2. holdet i Viborg FF, i mens den ældste af lillebrødrene Steffen, ikke spiller fodbold på højere niveau. 
1. januar 2009 tiltrådte Overby på en 2-årig kontrakt hos Blokhus FC. Efter en prøvetræning hos superligaklubben Silkeborg IF i efteråret 2010, forlængede Overby og Blokhus i december 2010 kontrakten så den var gældende frem til 30. juni 2012.
I sommeren 2012 skiftede han til Vendsyssel FF, efter at Blokhus var rykket ned i 2. division. Her spillede han frem til sommeren 2018, hvor kontrakten ikke blev forlænget.
Det blev i samme ombæring offentliggjort, at Overby efter sommerpausen 2018 skulle spille for sjællandske HB Køge.